# Marcus Silius Messala
Marcus Silius Messala war ein römischer Politiker und Senator Ende des 2. Jahrhunderts n. Chr.
Messala war im Jahr 193 (belegt für die Monate Mai bis Juni) Suffektkonsul. Diesem Konsul wurde der Befehl des heranrückenden Septimius Severus gemeldet, dass die Mörder des Pertinax unter Arrest zu stellen seien; in der darauf durch Messala im Athenaeum unterhalb des Capitols einberufenen Senatssitzung wurde Didius Iulianus zum Tode verurteilt, Septimius Severus zum Kaiser ausgerufen und Pertinax vergöttlicht.
Eine Inschrift, die sich derzeit in der Sammlung des Pera-Museums in Istanbul befindet, nennt Messala als Legat der Provinz Bithynia et Pontus in den frühen Jahren der Herrschaft des Septimius Severus.
Es ist möglich, jedoch nicht sicher, dass der Senator mit jenem Silius Messala identisch ist, der im Jahre 219 durch Elagabal zum Tode verurteilt wurde.